# Chemin de fer de la forêt de Soignes
Le chemin de fer de la forêt de Soignes était un chemin de fer belge de type Decauville, qui a disparu depuis 1918.

## Histoire
Mis en service en 1902, ce chemin de fer reliait la Petite Espinette, lieu-dit de la commune d'Uccle (à la limite de Rhode-Saint-Genèse) alors desservi par l'ancienne ligne vers Waterloo de la SNCV, à la gare de Boitsfort, sur la ligne ferroviaire Bruxelles – Namur – Luxembourg. Établie dans la forêt de Soignes, la longueur de la ligne est de 2,5 kilomètres.
Après la Première Guerre mondiale, elle fut abandonnée pour des raisons de rentabilité. Cette voie ferrée acheminait les matériaux d'empierrement des chemins forestiers, et servait également au transport du bois.

## Situation
Partant du début de la drève Saint-Hubert, le chemin de fer traversait la drève de Lorraine pour longer ensuite une grande partie de la drève des Deux Montagnes.

## Galerie

### Le chemin de fer

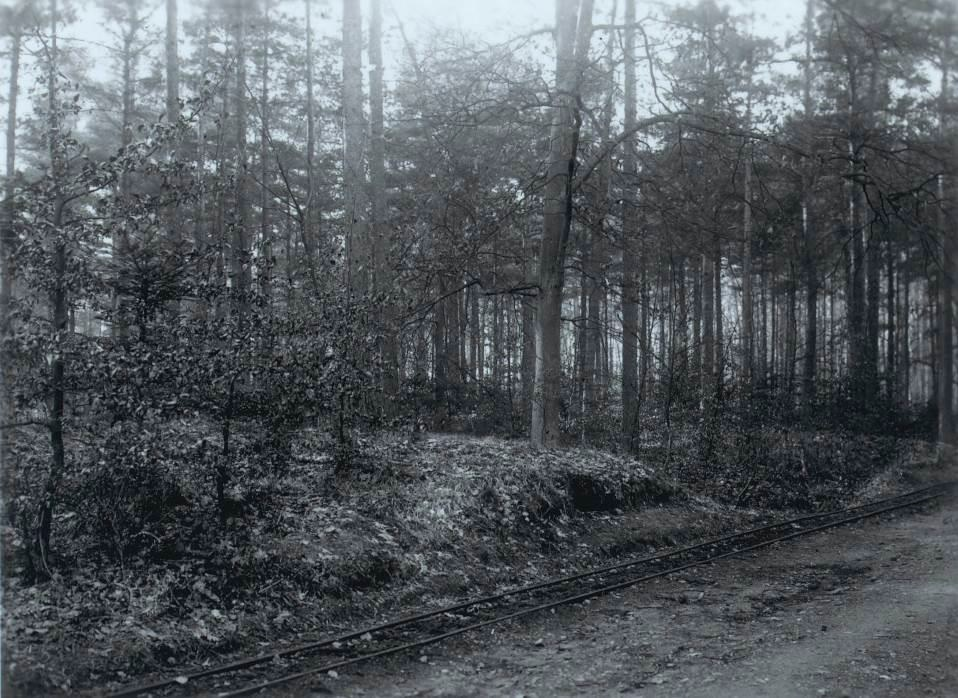
Le chemin de fer ~ avant 1920 (drève des Deux Montagnes[2].
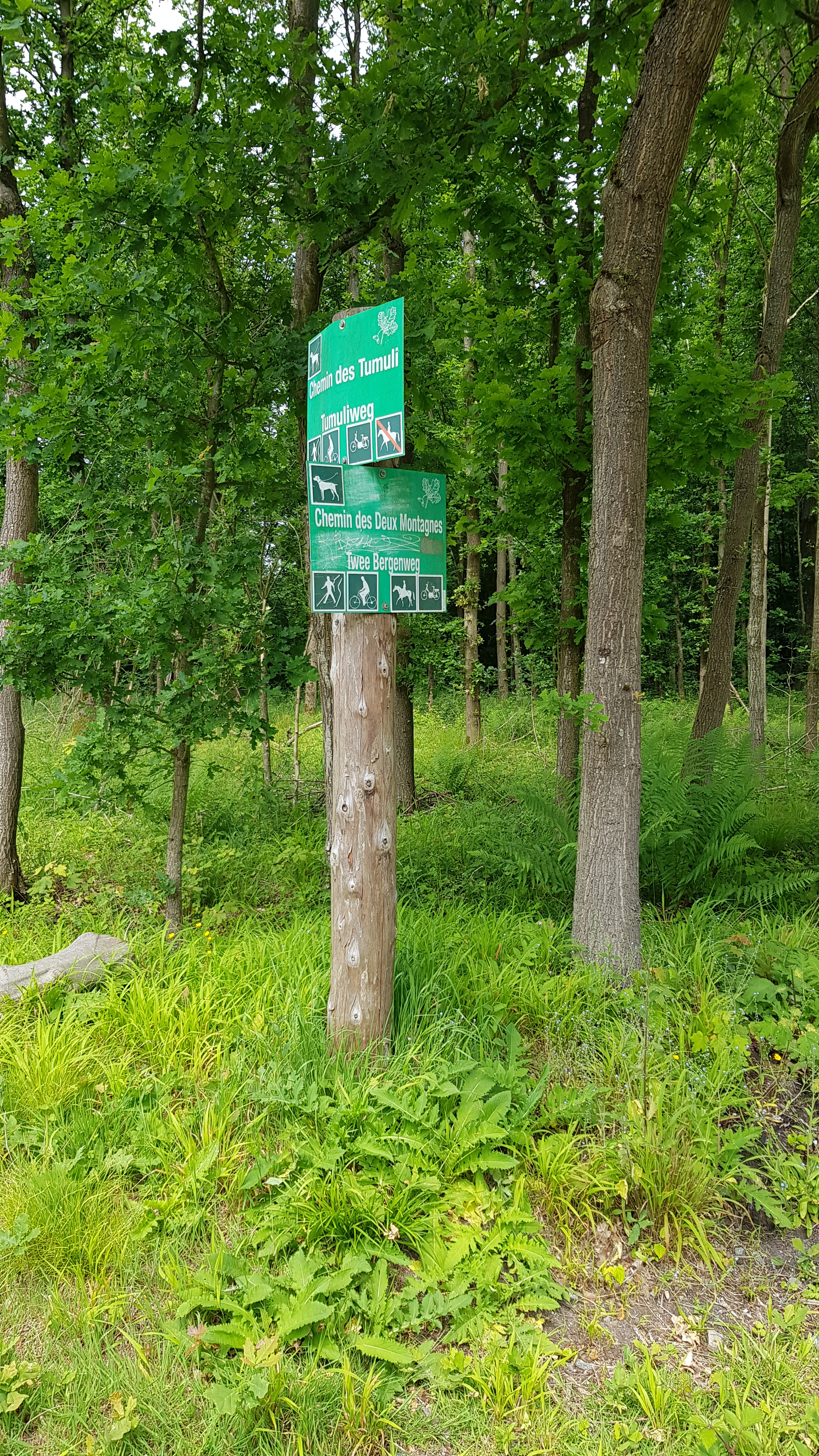
Panneau à l'intersection du Chemin des Tumuli avec le Chemin des Deux Montagnes
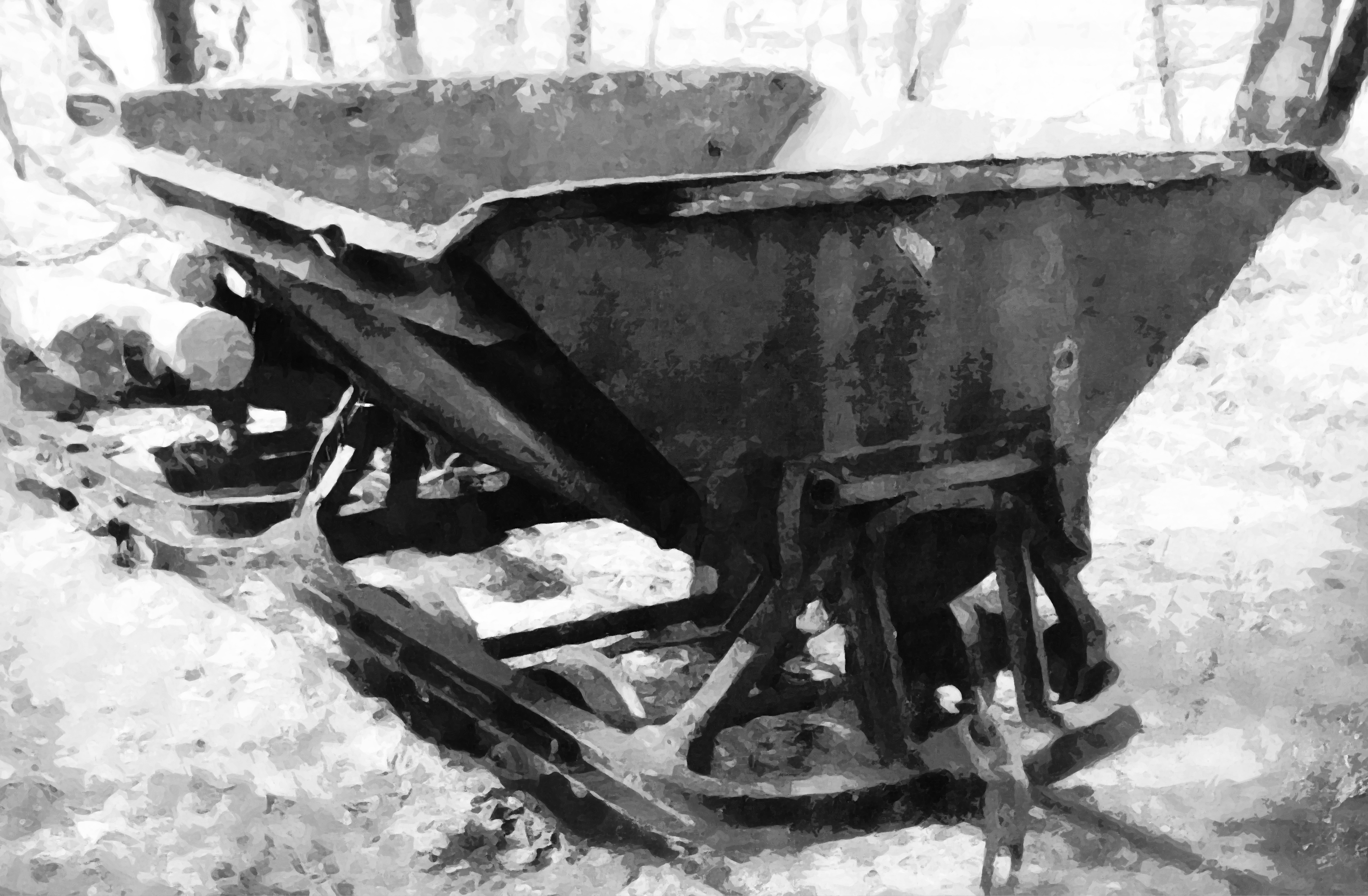
Wagonnet Decauville utilisé à l'époque.

### Le hangar
Construit en 1902 (tout comme la ligne), le hangar a été rénové en 2003. Ayant servi de remise pour le matériel roulant, il est le seul vestige subsistant de l'ancien chemin de fer. Dans les années 2010, cette bâtisse sert de lieu de stockage et d'abri pour les forestiers.

Le hangar en 2017
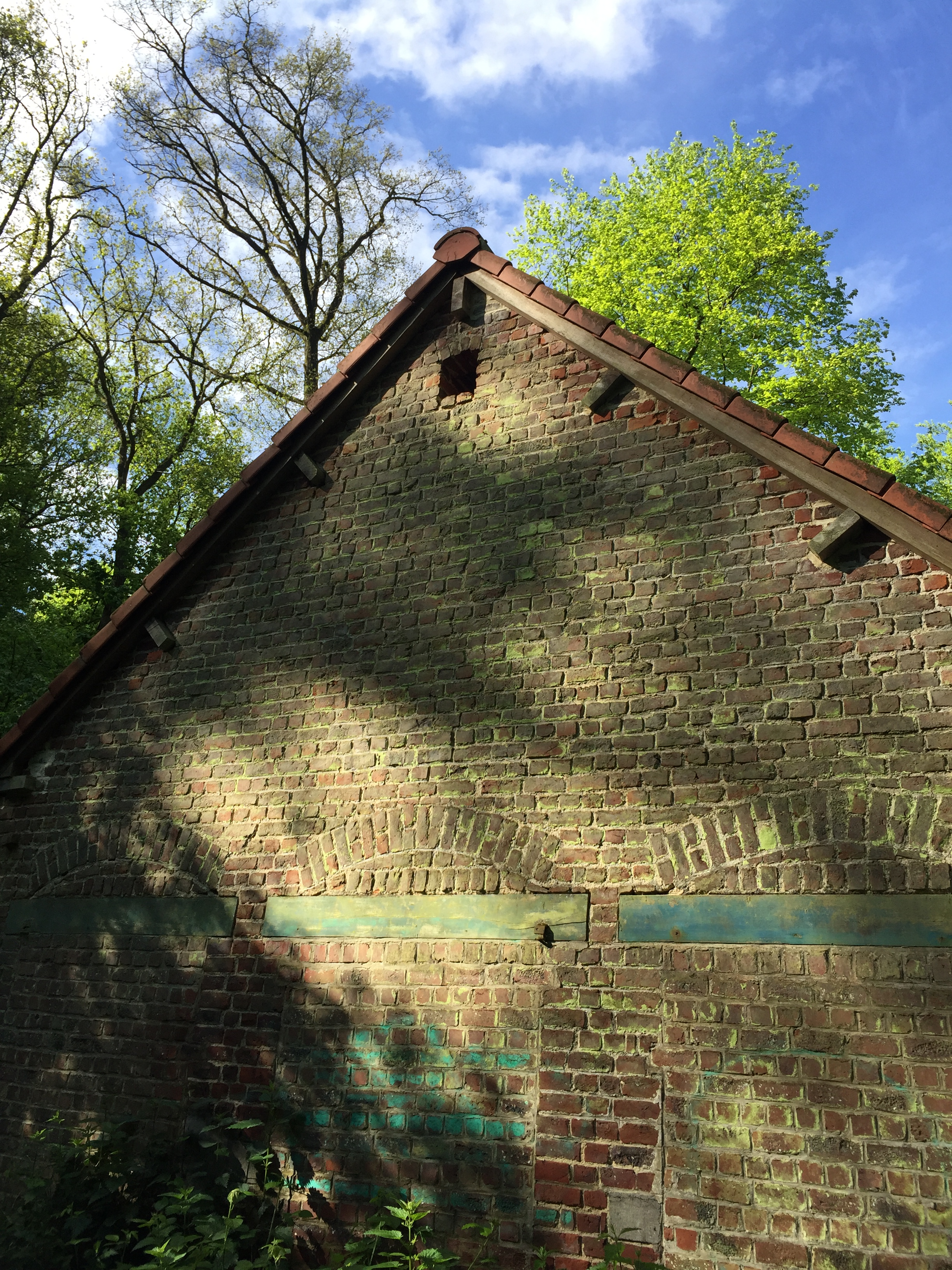
Traces des trois anciens portails d'accès du matériel roulant.
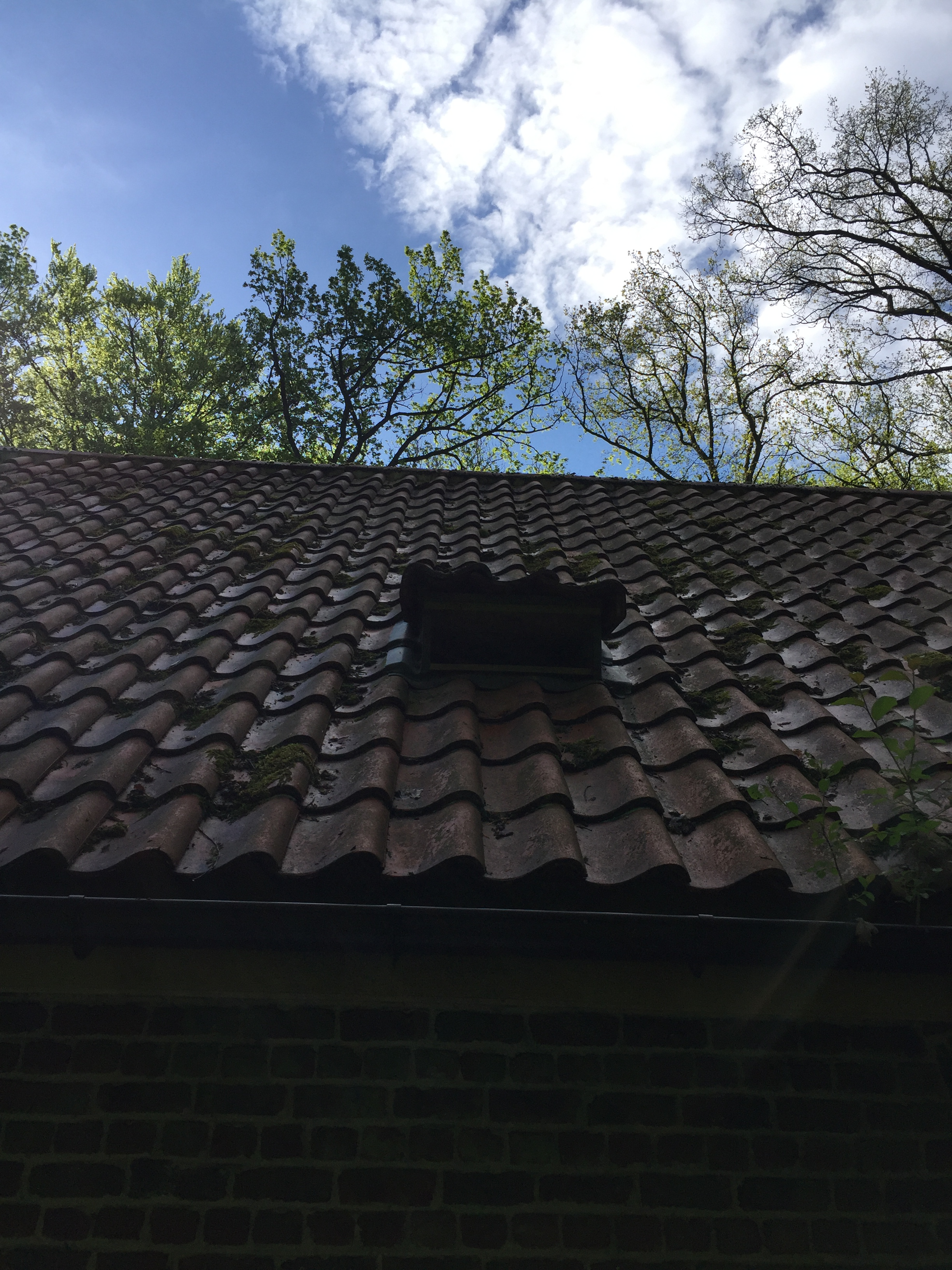
Entrée pour chauves-souris, aménagée dans le toit.
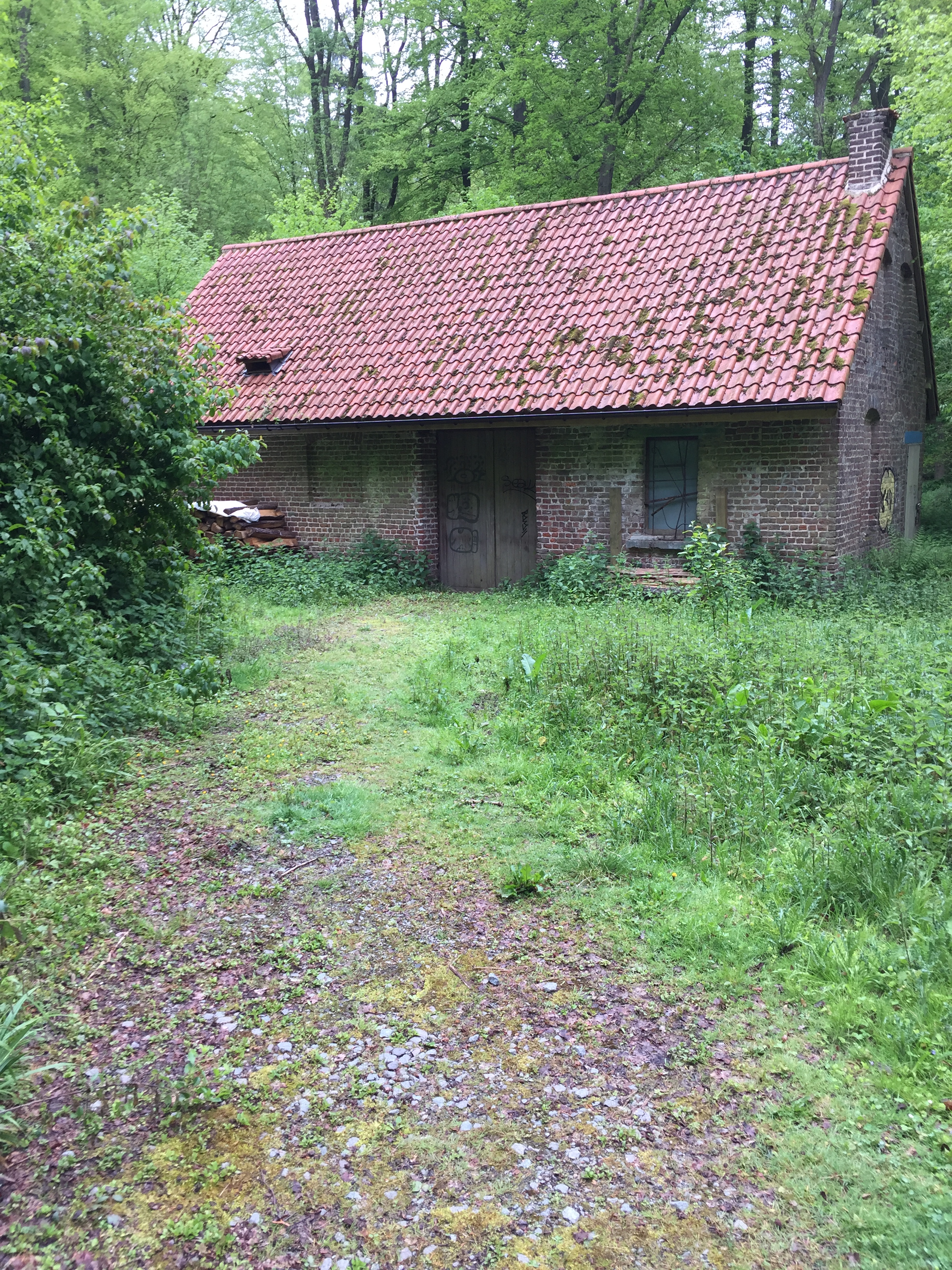
Hangar du rail dans la forêt de Soignes